# آناهیت ملکومیان
آناهید سرگئی ملکومیان (ارمنی: Անահիտ Սերգեյի Մելքումյան؛ انگلیسی: Anahit Melkoumyan؛ زادهٔ ۲ نوامبر ۱۹۵۹) اقتصاددان و  استاد اهل ارمنستان است.

## زندگی‌نامه
وی در ۲ نوامبر ۱۹۵۹ ‏در ایروان به دنیا آمد و از دانشگاه دولتی اقتصاد ارمنستان (۱۹۸۰) فارغ‌التحصیل گشت. وی دختر سرگئی ملکومیان می‌باشد. میکائیل ملکومیان